# So Lonely
Pour l’article homonyme, voir So Lonely (chanson de Twista et Mariah Carey).
Singles de The Police
Can't Stand Losing You
(1978) Message in a Bottle
(1978)
Pistes de Outlandos d'Amour
Next to You Roxanne
So Lonely est une chanson du groupe The Police sortie d'abord sur l'album Outlandos d'Amour en 1978, puis en single la même année. Il s'agit du troisième extrait de l'album.
Sting a admis que No Woman, No Cry de Bob Marley avait servi de base pour So Lonely :

« Les gens débattant sur trois accords ne nous intéressaient pas vraiment musicalement. Le reggae a été accepté dans les milieux punk et musicalement plus sophistiqués, et nous pouvions en jouer, donc nous avons dévié dans cette direction. Je veux dire, soyons honnêtes ici, So Lonely a été pompé sans vergogne sur No Woman No Cry de Bob Marley. Même refrain. Ce que nous avons inventé, c'est cet aller-retour entre le thrash punk et le reggae. Ce fut la petite niche que nous avons créée pour nous-mêmes. »

— Sting, Revolver 4/2000,
Les paroles des couplets furent recyclées par Sting de la chanson Fool in Love de son ancien groupe, Last Exit. Les paroles elles-mêmes, relatant la solitude d'une personne seule après avoir eu le cœur brisé, ont été considérées comme « ironiques » pour un grand public. Sting nia ce fait, disant que « Non, il n'y a aucune d'ironie que ce soit. De l'extérieur, cela peut paraître un peu étrange, d'être entouré par toute cette attention et de ressentir pourtant le pire sentiment de solitude... mais c'est pourtant mon cas. Et puis tout d'un coup, l'attention a disparu une demi-heure plus tard. Vous êtes tellement isolé... »
Ce titre est ressorti en 1980.
Il a été repris par Nouvelle vague sur l'album 3.

## Classements hebdomadaires
| Classement (1979-1980)         | Meilleure position |
| ------------------------------ | ------------------ |
| Australie (Kent Music Report)  | 99                 |
| Irlande (IRMA)                 | 7                  |
| Pays-Bas (Nederlandse Top 40)  | 31                 |
| Pays-Bas (Single Top 100)      | 26                 |
| Royaume-Uni (UK Singles Chart) | 6                  |

## Certifications
| Pays                 | Certification | Date       | Unités certifiées |
| -------------------- | ------------- | ---------- | ----------------- |
| Espagne (Promusicae) | Or            | 01/2024    | 30 000            |
| Royaume-Uni (BPI)    | Argent        | 01/03/1980 | 250 000           |